# Bridge (joc)
El bridge (pronunciat /brɪdʒ/) o contract bridge és un joc de cartes, amb la versió anglesa de les cartes franceses, consistent a guanyar o prendre cartes. S'hi juga amb quatre participants, dues parelles Nord-Sud i Est-Oest adversàries, on cadascú és al davant del seu company, habitualment al voltant d'una taula, tot i que actualment es juga també en línia, a uns quants portals d'Internet. Milions de persones juguen al bridge a tot el món en clubs, torneigs, en línia i amb els amics a casa, el que el converteix en un dels joc de cartes més populars del món, especialment entre les persones de major edat. La World Bridge Federation (WBF) és l'òrgan de govern de les competicions internacional, amb nombrosos altres organismes que el governen a nivell regional.
El joc té dues etapes, la subhasta i el carteig, després del qual es compten els punts. La subhasta acaba amb un contracte, on un dels companys declara comprometre's a guanyar una quantitat establerta de bases per al seu bàndol, amb un coll com a trumfo o sense trumfos. La resta del joc es juga de forma semblant als altres jocs de prendre cartes com la brisca i el pinocle, amb la diferència que la mà d'un dels jugadors es tomba cap amunt a la taula.
El bridge pot ser jugat en torneigs, en la forma de bridge duplicat, on unes quantes taules juguen amb les mateixes cartes donades i es comparen els resultats. Les competicions de bridge duplicat van des de petits clubs amb poques taules fins al campionat mundial conegut com a Bermuda Bowl i la World Team Olympiad on centenars de taules juguen les mateixes mans.

## Com s'hi juga
Les dues parts principals són la subhasta i el joc. Abans de la subhasta es fa el repartiment de totes les cartes. En acabat de fer la subhasta el joc continua amb una carta de sortida i una exposició de 13 cartes sobre la taula. Una basa és una jugada de 4 cartes on cada jugador tira una carta per torn en el sentit de les agulles del rellotge. Es juguen 13 bases per mà.

### Cartes
El joc de 52 cartes està dividit en quatre colls de piques ♠, cors ♥, diamants o cairons ♦ i trèvols ♣. Els dos colls majors són piques ♠ i cors ♥. Els dos colls menors són diamants ♦ i trèvols ♣. Les 13 cartes d'un coll ordenades de més valor a menys són A, K, Q, J, 10, 9, 8, 7, 6, 5, 4, 3 i 2. Els honors són les cartes més valuoses de cada coll, A (as), K, Q, J i també el 10.

### Repartiment de cartes
Per començar una partida es barreja el joc de cartes, s'escapça i es donen les 52 cartes als jugadors una per una i cap per avall, començant pel jugador de l'esquerra del repartidor i continuant en sentit horari. L'última carta donada és per al repartidor. Cada jugador recull la seva mà de 13 cartes amagant-les de la vista dels altres.

### Subhasta
Abans de començar a jugar la mà cal establir un contracte, amb què la parella que guanyi la subhasta es compromet a guanyar entre 7 i 13 bases, tantes com permetin les seves cartes. El contracte també estableix si la mà es jugarà amb trumfos o bé sense trumfos. Qui comença la subhasta és el repartidor, que pot envidar o passar. La subhasta segueix en sentit horari. El primer jugador que fa un envit es converteix en l'obridor de la subhasta. Els jugadors continuen envidant fins que tres jugadors seguits passin. Les cartes s'haurien de tornar a barrejar i donar si tots quatre jugadors passessin. Un envit vàlid ha de superar l'envit anterior en nivell o rang. Els envits més petits són els de nivell 1, que corresponen a guanyar 7 bases de 13. Els envits més grans són els de nivell 7, que corresponen a guanyar totes les 13 bases. Els rangs de subhasta ordenats de més valor a menys són sense trumfos (ST), piques ♠, cors ♥, diamants o cairons ♦ i trèvols ♣. Així, l'envit més petit que es pot fer és “un trèvol” 1♣ i el més gran “set sense trumfos” 7ST. Els contractes més freqüents solen ser 3ST, 4♥, 4♠, 1ST, 2♥ i 2♠. El darrer envit vàlid es converteix en el contracte. Quan el contracte és amb coll les cartes d'aquell coll són els trumfos. El jugador de la parella guanyadora de la subhasta que hagi fet el primer envit del coll de trumfos o ST del contracte es converteix en declarant i haurà de fer tant com pugui per aconseguir complir el contracte. El company del declarant farà de mort. Els jugadors de la parella que ha perdut la subhasta seran els defensors que intentaran batre el contracte.

### Sortida
El jugador defensor que es troba a l'esquerra del declarant juga la primera carta de la primera basa de la mà, la carta de sortida. A continuació el company del declarant, que fa de mort, deixa a la vista totes les seves cartes cap per amunt sobre la taula, amb una columna per a cada coll, ordenades de més valor a menys dins cada columna. Jugant amb trumfos s'ha de posar el coll dels trumfos a la primera columna tocant al costat de la carta de sortida. A partir d'aleshores les cartes del mort les ha de jugar el declarant, ell mateix o demanant al mort que jugui una de les cartes esteses sobre la taula.

### Joc
Es juga en sentit horari. És obligatori servir cartes del mateix coll que la primera carta jugada a la basa. Si no es té cap carta del mateix coll de sortida es pot descartar una carta d'un altre coll. Guanya la basa la carta més alta del coll de sortida, però un trumfo guanya qualsevol carta dels altres colls quan el contracte és amb trumfos. Qui hagi guanyat una basa és qui juga la primera carta de la basa següent. El resultat d'una mà és positiu (+) quan el declarant acaba guanyant més bases que les contractades, igual (=) si el declarant compleix el contracte o bé negatiu (−) quan la defensa hagi impedit el compliment del contracte.